# William Naughton
William John Francis Naughton, né le 12 juin 1910 à Ballyhaunis et mort le 9 janvier 1992 à Ballasalla, est un dramaturge et auteur irlandais, connu principalement pour sa pièce Alfie.

## Biographie
Il a reçu différentes distinctions dirant sa carrière, parmi lesquels :
- Screenwriters Guide Award (1967 and 1968)
- Italia Prize for Radio Play (1974)
- Children's Rights Workshop Other Award (1978)
- Portico Literary Prize (1987)
- The Hon. Fellowship, Bolton Institute of Higher Education (1988)